# Dalbergia cuiabensis
Dalbergia cuiabensis är en ärtväxtart som beskrevs av George Bentham. Dalbergia cuiabensis ingår i släktet Dalbergia, och familjen ärtväxter. Inga underarter finns listade i Catalogue of Life.